# Gravures rupestres de Tanum
Les gravures rupestres de Tanum se trouvent sur la côte occidentale de la Suède, approximativement équidistantes d’Oslo et de Göteborg, à environ 150 kilomètres au nord de Göteborg, dans la province historique de Bohuslän. Elles sont parmi les plus célèbres des gravures rupestres de Suède. Le site est inscrit sur la liste du patrimoine mondial de l’UNESCO depuis 1994.

## Les gravures rupestres de l'Europe du Nord

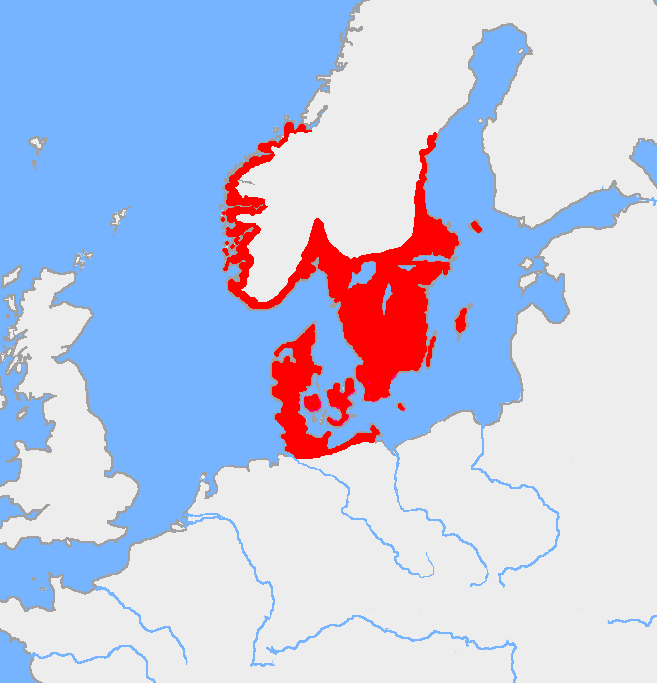
Extension de la culture de l'âge du bronze vers 1200 av. J.-C.

Dans la Scandinavie du nord, sur de larges régions de la Norvège et au centre de la Suède, de nombreuses gravures représentant des chasseurs et des animaux peuvent être rattachées au temps mégalithique.
Plus au sud, les gravures, réalisées sur des dalles rocheuses, concernent plutôt la vie d'agriculteurs et datent de l'âge du bronze. En Allemagne (Schleswig-Holstein et Basse-Saxe) sont présentes des cupules, des images de mains ou pieds, des images du soleil et des figurations humaines. Au Danemark, des centaines de gravures, surtout de cupules, ont été relevées. En Norvège, les gravures les plus importantes se trouvent dans l'Ostfold, le Rogaland et le Trøndelag (près de Trondheim).
Les gravures sont beaucoup plus nombreuses en Suède, notamment dans le Bohuslän, l'Östergötland et l'Uppland. Au Bohuslän, environ 1 200 rochers plats portent des figurations.

## La région de Tanum
La région est particulièrement riche en vestiges préhistoriques, dolmens et caveaux funéraires de l'époque mégalithique, gravures rupestres et tumuli de l'âge du bronze, champs de sépultures, menhirs, « Domar-ringar » (« cercles des juges ») et grosses pierres disposées en forme de navires datant de l'âge du fer.
Les fresques ont été gravées, par martelage à l'aide de pierres dures, sur des dalles de granite au début de l’âge du bronze, entre 1800 et 500 av. J.-C. Cependant, quelques gravures de Vitlycke, d'hommes portant des boucliers quadrangulaires, ne sont sans doute pas plus anciennes que 300 av. J.-C.
Les motifs représentés sont significatifs des croyances des hommes dans cette région du Sud de la Suède. Les thèmes agricoles et de chasse sont nombreux, de même que des navires. Les gravures sont généralement groupées en de petits tableaux séparés, mais il existe aussi de larges scènes. Plus de 10 000 gravures ont été identifiées dans la région de Bohuslän.
La plupart des gravures ont été, pour plus de lisibilité, mises en évidence par une peinture rouge mais nul ne sait si elles étaient colorées à l’origine.

## Les sites

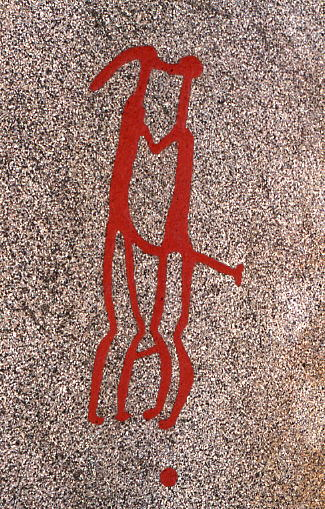
1. Vitlycke, les « jeunes mariés »

- Vitlycke, à deux kilomètres environ au sud de Tanum, présente sept groupes de fresques[1]. La plus grande a une hauteur de 7 mètres sur une largeur de 22 mètres[1], sur une dalle inclinée de 30 à 35 degrés par rapport à l'horizontale. Plus de 400 images et symboles y sont assemblés[1], dont environ 250 figurations et 165 cupules. Elle réunit notamment de nombreux navires et un célèbre couple de « jeunes mariés » (Images n° 1 et 2) avec à proximité un homme brandissant une hache.

Six autres ensembles, nettement moins importants et plus dégradés, se trouvent plus au sud, sur une distance totale d'environ 500 mètres. Le deuxième présente un bateau d'une forme relativement rare dont le pont est courbe, le quatrième plusieurs oiseaux (grues ?) au long cou chassés par un homme levant une hache.
Deux tumuli funéraires (Image n° 3) faits de grosses pierres se trouvent sur les hauteurs.
Un musée consacré aux gravures a été établi sur ce site, proposant également une ferme d’époque reconstituée.
- Finntorp, à un kilomètre environ au nord est de Vitlycke, est plus difficile à trouver.
- Aspeberget, à un kilomètre environ au sud de Vitlycke : parmi les nombreuses scènes, celle de troupeaux et de leurs gardiens, un archer, un laboureur, un chariot (Image n° 4).
- Litsleby, à un kilomètre environ au sud-ouest d'Aspeberget présente des cupules et des traces de pieds, des figurations humaines et animales, en particulier la gravure de plus de deux mètres d’un homme portant une épée et un javelot, la plus grande jamais identifiée de cette époque (Image n° 5). Le site de Tegneby se trouve à 100 mètres (homme sur des chevaux).
- Fossum, à trois kilomètres environ au nord-est de Tanum. Le site compte autour de 200 gravures, datant de 700-600 av. J.-C. (nombreux bateaux et figurations humaines portant des épées et des haches).

## Historique
En 1627, Peder Alfaön, professeur à l'université de Kristiana (Oslo), réalise les premières copies des gravures lors d'un voyage dans la région du Bohuslän,à 25km de la côte ouest suédoise dans cette région très riche en vestiges de différentes périodes de la préhistoire, avec des restes de l’époque mégalithique en dolmens de cette époque ainsi que ces gravures l’âge de bronze.
En 1792, Carl Gustaf Gottfried Hilfeling un antiquaire au service d'un aristocrate (Per Tham) réalise plusieurs dessins à l'encre des gravures, notamment celle du « guerrier géant ».Ce travail est reconnu comme le premier enregistrement officiel de ces artefacts, bien qu'l ne constitue pas une fouille archéologique à proprement parler, marquant une distinction importante dans les méthodes de documentation historique de la région.
Des années 1815-1817, Carl Georg Brunius, professeur à l'université de Lund, documente plus de 100 panneaux des gravures en utilisant une grille pour s'assurer de la précision de ses représentations.
En 1848, Axel Emanuel Holmberg publie Skandinaviens Hällristningar (« Gravures rupestres de Scandinavie »), dans lequel il présente une partie des figurations gravées de Vitlycke.
En 1869, un an après sa mort, le livre de Carl Georg Brunius, Försök till förklaringar öfver Hällristningar (« Tentatives d'explications sur les gravures rupestres »), est publié et comporte seulement 15 des plus de 100 dessins qu'il a réalisés durant ses travaux sur le terrain.
En 1881-1891 et 1891-1908, le dessinateur danois Lauritz Baltzer réalise en deux volumes Hällristningar fran Bohuslän (« Gravures rupestres du  Bohuslän »), qui contient des reproductions de 248 figurations.

## Technique de gravure
Les artisans ont utilisé des marteaux de pierre pour graver la roche plate, de granite ou de quartzite, très dure à tailler, polie par la glace. La technique fait apparaître un dessin blanc et brillant se détachant de la surface de la roche plus foncée.
La plupart des gravures ont été, depuis les années 1950, passées à la peinture rouge foncé pour les rendre plus visibles aux visiteurs.

## Interprétation
Les interprétations contemporaines s'accordent à reconnaître une dimension religieuse à ces gravures, en liaison avec les croyances et les cultes de populations pratiquant l'agriculture.

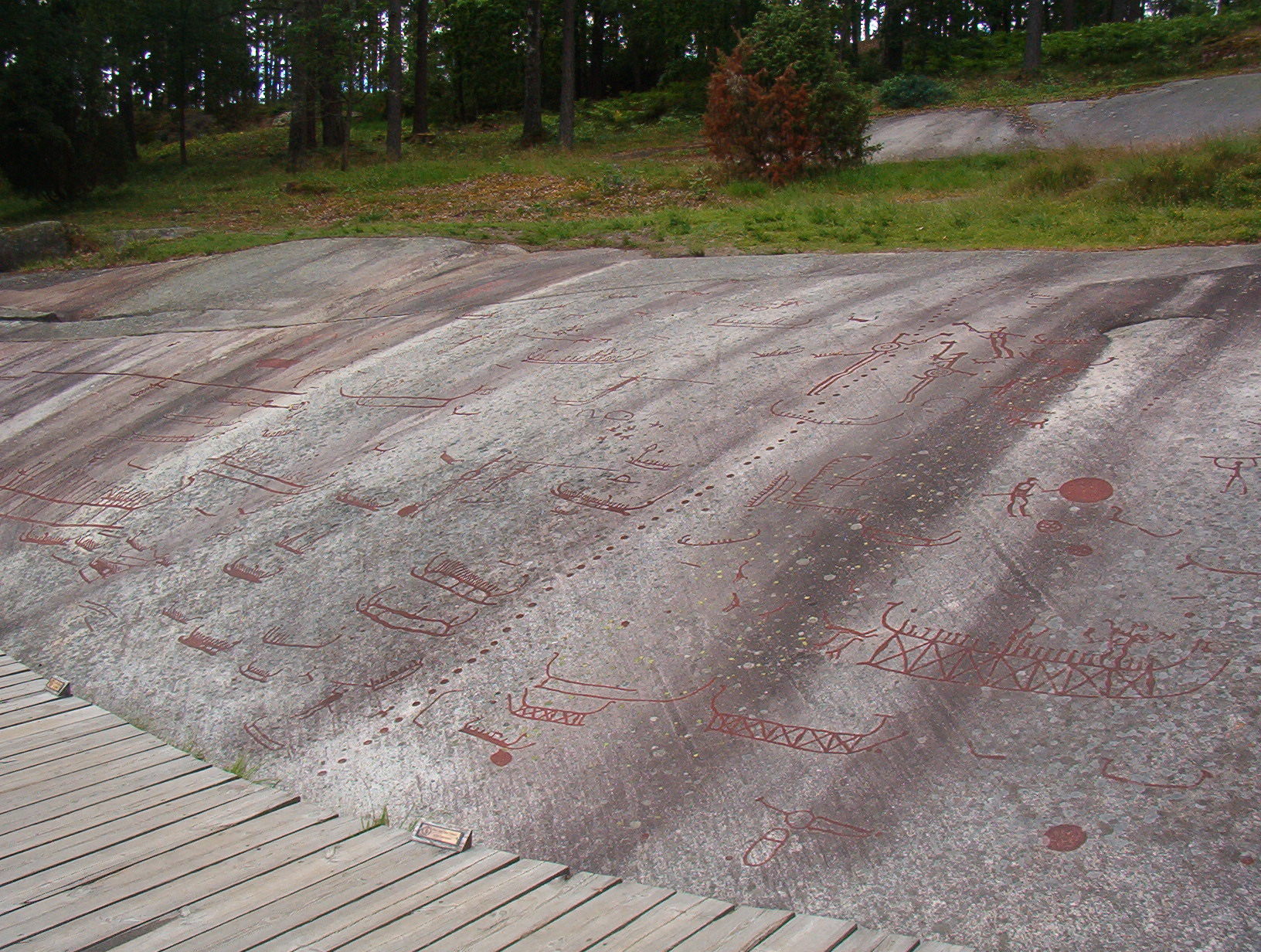
2. Vitlycke, la dalle principale
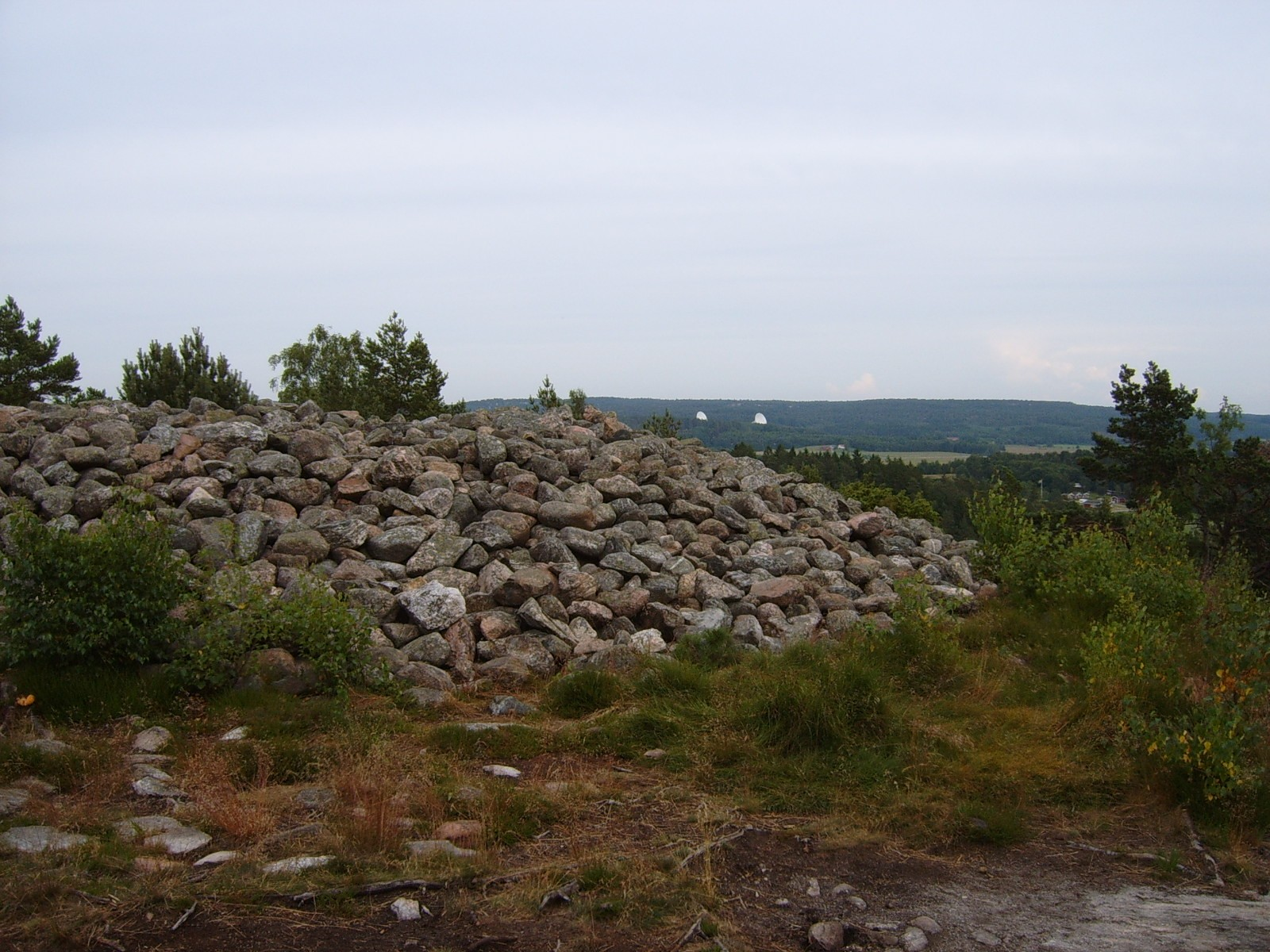
3. Les tumuli de Vitlycke
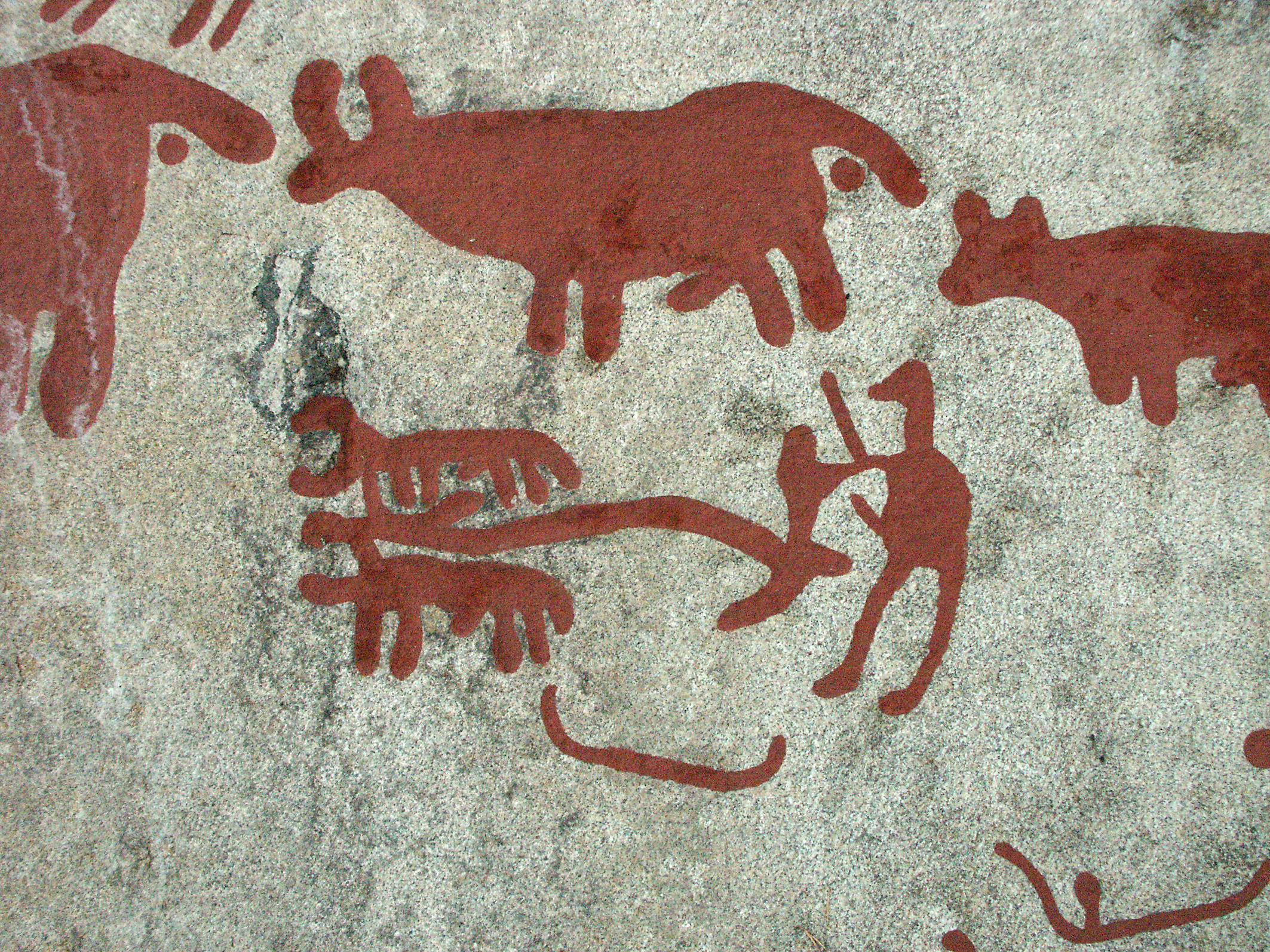
4. Aspberget, laboureurs
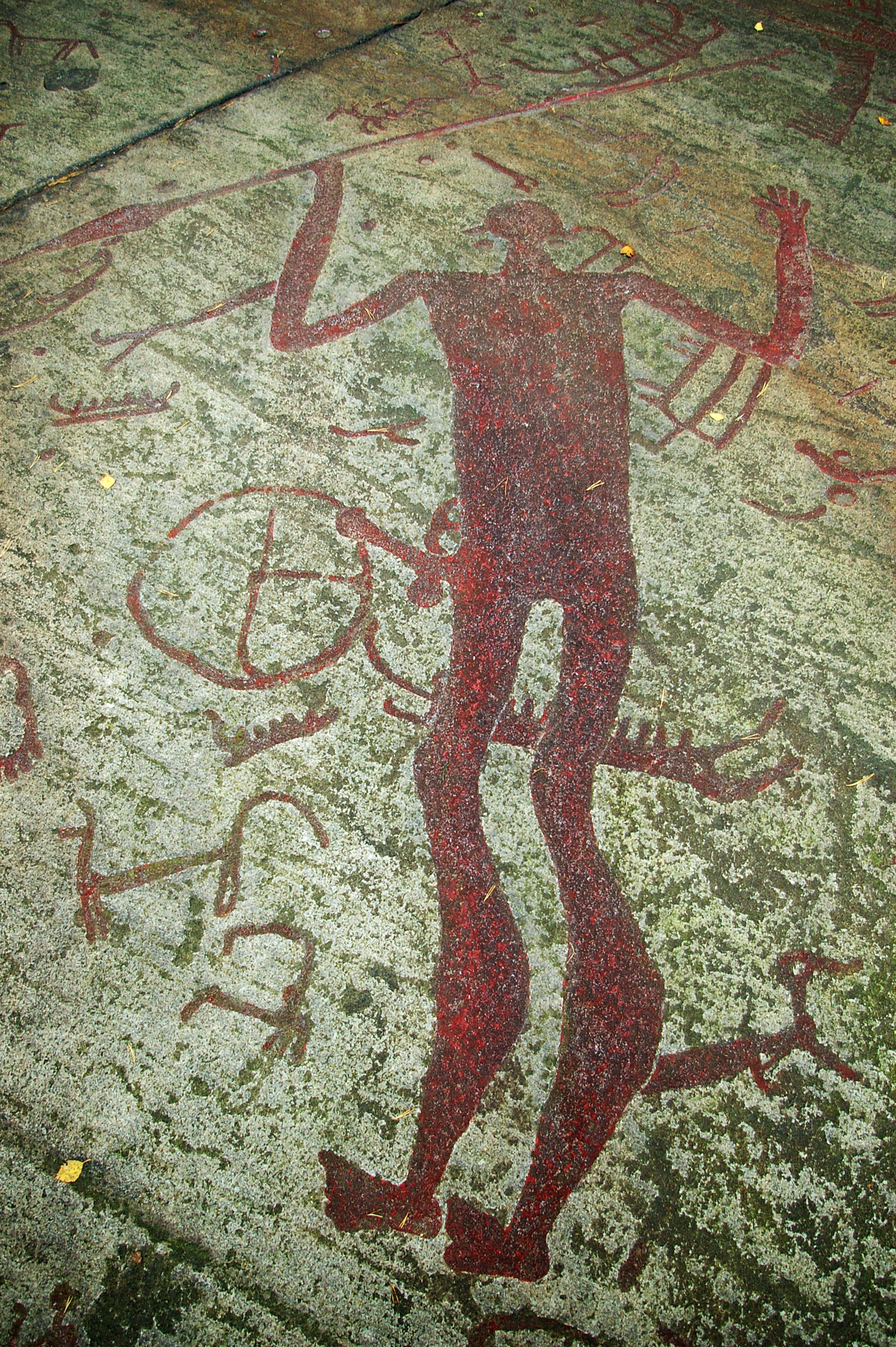
5. Litsleby, le grand homme au javelot
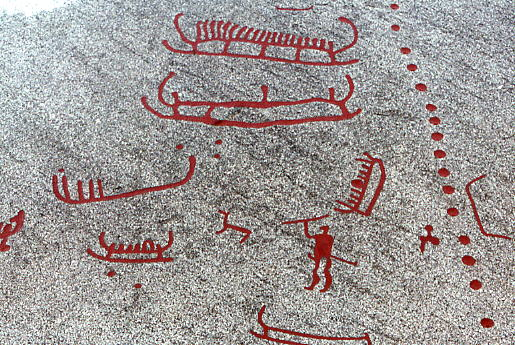
6. Vitlycke, dalle principale, quart bas droite
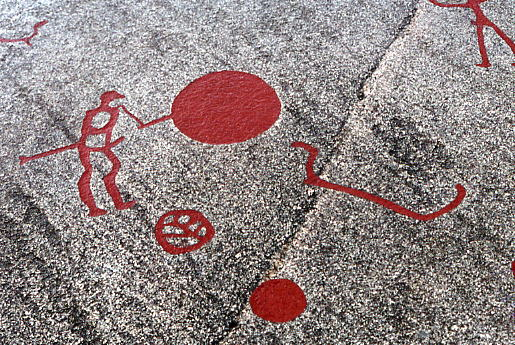
7. Vitlycke, dalle principale, quart bas droite
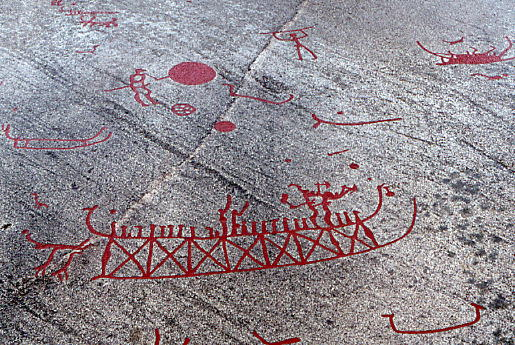
8. Vitlycke, dalle principale, quart bas droite
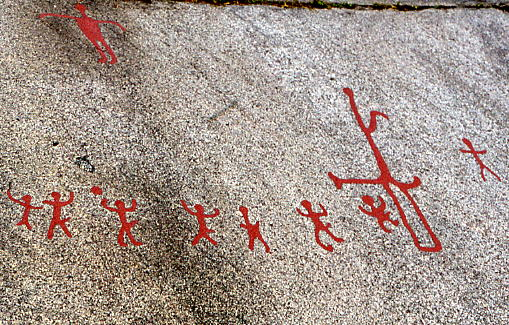
9. Vitlycke, dalle principale, milieu gauche
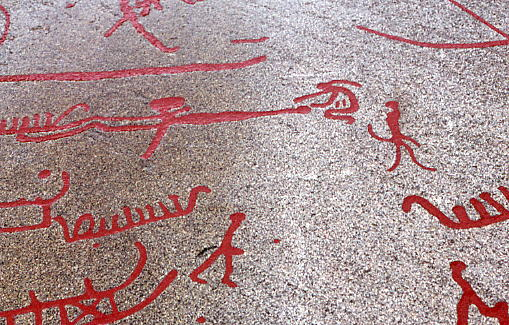
10. Vitlycke, dalle principale, quart bas gauche
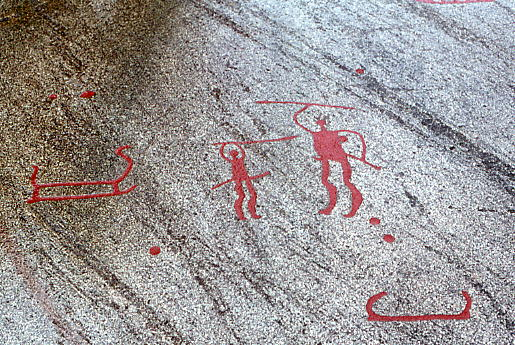
11. Vitlycke, dalle principale, quart bas gauche
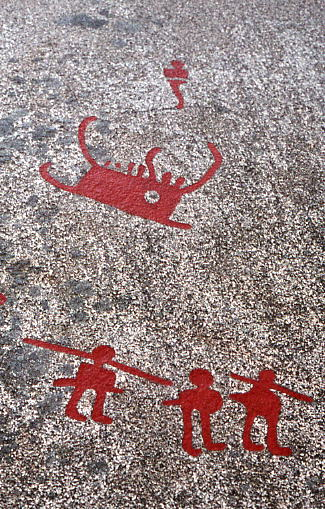
12. Vitlycke, dalle principale, milieu droite
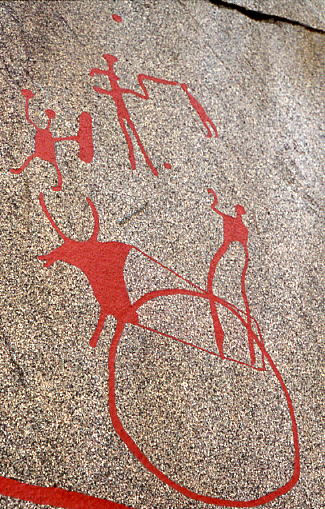
13. Vitlycke, dalle principale, quart haut gauche
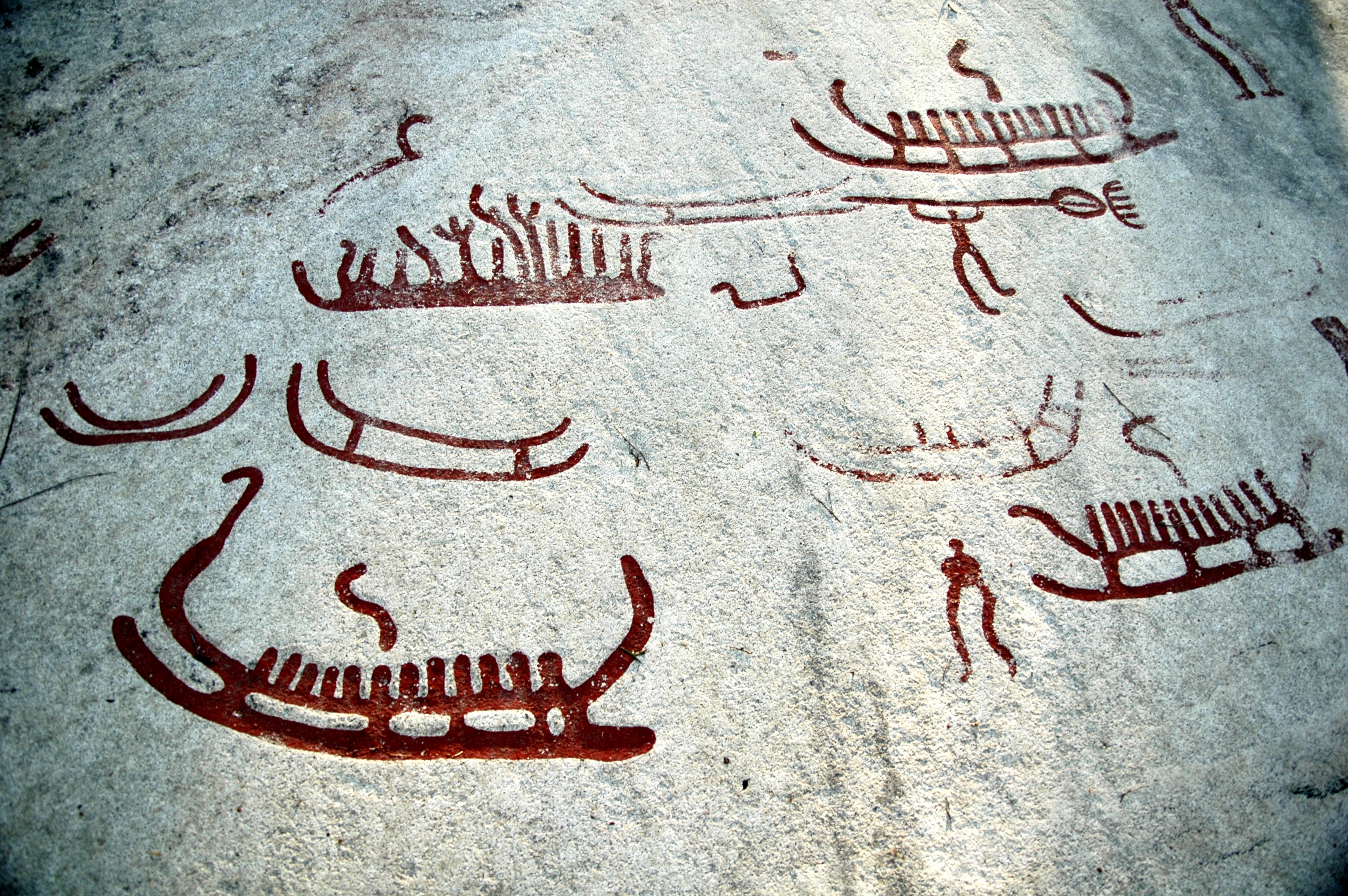
Gravures comprises sous la forme de Pétroglyphe à Tanum. Juin 2020.

### Cupules
On trouve ces creux circulaires en forme de coupes, d'un diamètre de deux à cinq centimètres et d'une profondeur d'un centimètre, sur la plupart des rochers. Le site de Vitlicke en compte autour de 165. Une ligne verticale de sept mètres, sur la partie droite de la dalle principale, en assemble 68 (Image n° 6).
Ces cupules furent interprétées comme figurations du soleil, de la lune, des astres ou de gouttes de pluie. Évoquant les trous creusés avec les plantoirs dans les champs pour y semer les céréales, on les a considérées aussi comme symboles de la fécondation de la terre par le dieu du ciel.
D'autres interprétations avancent que ces cupules ont été gravées pour libérer la force ou « mana » de la roche, la poudre de pierre obtenue par le forage étant ensuite mélangée aux semailles et au fourrage pour transférer sa fertilité au sol cultivé et au bétail.

### Traces de pieds
Soit le contour seul du pied a été dessiné, un trait transversal complémentaire pouvant évoquer la courroie fixant un soulier ou une sandale, soit le pied probablement nu a été gravé en entier avec des orteils.
Ces traces peuvent être interprétées comme celles de la divinité et signes de sa protection.
Elles peuvent aussi être mises en rapport avec des cultes funéraires, une légende islandaise indiquant qu'on avait l'habitude de munir le défunt de souliers pour le protéger des pierres coupantes et des épines durant son voyage vers le pays des morts.

### Soleils
Les images de soleil sont associées à des cupules et des figurations d'hommes et de bateaux. Elles sont souvent composées d'un cercle et d'une croix. On rencontre à Vitlycke une douzaine de soleils.
Près de la longue ligne de cupules, une figuration d'homme de plus grande taille que de coutume présente des cercles concentriques au niveau de l'estomac, le corps de deux autres hommes est composé de croix solaires. Un autre homme encore porte à la main un disque, soleil ou tambour (Image n° 7).
Un motif particulier est composé d'un petit disque entouré de quatre figurations ramifiées. Il peut s'agir du soleil et de ses rayons ou de la terre et de ses plantes. Pour certains, le motif témoigne d'un culte solaire, pour d'autres un tel culte, qui n'a dominé qu'une période de l'âge du bronze, n'a que peu d'importance dans la compréhension des gravures rupestres.

### Bateaux et traîneaux
Bateaux et canots sont, avec les cupules, les motifs les plus fréquents. Vitlycke présente environ 90 bateaux de taille variable, de 15 centimètres à 3,6 mètres. De petits traits verticaux représentent généralement les hommes de l'équipage, dont les têtes sont quelquefois indiquées sous forme de cupules. Aucune rame n'est jamais visible.
Plusieurs types de navires utilisés pendant l'âge du bronze sont probablement représentés, les canots étant peut-être constitués de troncs d'arbres creusés (pirogues monoxyles). Les bateaux les plus grands devaient être faits de peaux dont est stylisé l'assemblage par des traits verticaux ou des croix (Image n° 8).
On a pu penser que ces figurations avaient un caractère magique et étaient destinées à assurer la richesse aux marchands de l'âge du bronze. L'explication n'est sans doute pas suffisante quand on observe les scènes où les hommes sont dessinés les mains levées et offrant des haches (Image n° 8). Il ne s'agirait pas de navires employés pour un usage normal mais pour un culte.
Un autre bateau est visible sur le sixième ensemble Vitlycke, avec à bord un homme debout tenant un objet de forme courbée au-dessus de sa tête et six autres, agenouillés ou accroupis et mains levées, tenant également des objets.
De grands traîneaux, de même forme que les bateaux, sont visibles comme sur l'image n°6, mais pour certains, tel l’archéologue Lars Strid, ces traîneaux seraient des bateaux.

### Figurations humaines
On en dénombre plus de 50 à Vitlycke dont l'une, avec des bras à l'horizontale de 4,5 mètres de long, pourrait être l'image d'un prêtre.
De nombreux hommes sont représentées les mains levées (Image n° 9), signe de la dimension religieuse des gravures. Ils sont souvent armés d'épées, de javelots, d'arcs ou de haches (Images n° 11 et 12). Plusieurs sont représentés avec un long phallus. Certains présentent de forts mentons ou leurs têtes sont ornées de cornes ou d'autres attributs.
Deux figurations féminines seulement sont clairement identifiables à la présence de nattes ou de plus larges chevelures. L'une d'entre elles, les genoux courbés, est parfois considérée comme l'une des plus belles gravures de l'âge du bronze (droite de l'image n° 10). Sa position rappelle celle de certains personnages (orants) placés à bord des bateaux.
L'une des gravures les plus remarquables de Vitlycke est celle dite des « jeunes mariés » (Image n° 1), représentant un homme et une femme (cheveux longs) qui s'embrassent. À leur gauche un homme, deux fois plus grand, est tourné vers eux et lève une hache. Sans doute est-ce une divinité, du tonnerre ou de la foudre. Une hypothèse interprète la scène comme noce rituelle et fécondation symbolique de la déesse-mère.
Il semblerait que la mort et les funérailles du dieu de la fertilité, moment important de l'année agricole, soient évoquées en une scène de « lamentation » (Image n° 10) où la femme agenouillée se penche sur un homme, portant une épée, dont les pieds touchent un bateau. Cette figuration correspondrait aux cérémonies pratiquées en automne lors du départ en bateau du dieu de la fertilité, dont le retour est accueilli en triomphe au printemps. Ce retour est probablement représenté dans la scène où sept petits « orants » (Image n° 9) sont placés devant une silhouette, beaucoup plus grande, du dieu ou du représentant de son culte.
Le haut de la grande dalle de Vitlycke, de part et d'autre de la ligne de cupules, présente une scène de lutte (Image n° 2) sans doute plus rituelle que réelle, celle des représentants de l'été et de l'hiver, comme il en a existé dans les fêtes populaires.

### Figurations animales
Une douzaine d'animaux sont gravés à Vitlycke, dont il est difficile de préciser les espèces. Dans la partie supérieure de la dalle, au bord de la ligne de cupules, deux petits cerfs sont cependant identifiables. La plupart des animaux, fréquemment chiens et chevaux, sont des quadrupèdes dont les quatre pattes sont représentées même lorsqu'ils sont figurés de profil. Un animal cornu peut être une vache ou un bœuf. Il est possible qu'il s'agisse de victimes de sacrifices. Une baleine est également représentée.
Figurations animales et humaines apparaissent souvent associées, ainsi de la composition dans laquelle, au-dessus d'un cercle, se trouvent réunies les silhouettes d'un bœuf et d'un homme (Image n° 13). À droite de cette gravure un autre homme semble tenir un animal en bride. On rencontre encore un homme à cheval, stylisé en un trait vertical comme les passagers des bateaux.
Sur une autre gravure, en haut et à gauche de la ligne de cupules, un cheval est attelé à un char conduit par un dieu ou son représentant lors d'un culte, portant des cornes et donc peut-être vêtu d'une peau d'animal, avec un serpent placé devant son phallus. Ce char cultuel, imitant le tonnerre, devait implorer la pluie fertilisante.
Tout en bas à droite de la dalle de Vitlycke, un homme les bras levés (orant) fait face à un serpent, ce qui peut confirmer l'association du phallus et du serpent dans le culte de la fertilité.

### Les hommes de Vitlycke
Dans cette région le niveau de la mer était il y a 3 000 ans de 25 mètres plus haut qu'aujourd'hui. Le climat était comparable au climat actuel du sud de la France.
Le paysage était alors composé de forêts de chênes, d'ormes, de frênes et de tilleuls.
L'habitation était communautaire, les différentes générations des familles réunies dans de grandes maisons (jamais représentées) de 30-40 mètres de longueur sur 6-8 mètres de largeur.
Les populations vivaient principalement de l'agriculture, de l'élevage (bœuf, mouton, chèvre, cochon) et de la pêche (filets) mais aussi de la chasse (arcs et pièges) et de la collecte des baies et de fruits. Le chien et le cheval étaient domestiqués.
La plupart des instruments étaient en bois, os et pierre. Le bronze (cuivre et étain) était importé et utilisé essentiellement pour les armes et les bijoux. Les objets en bronze sont souvent trouvés dans les lieux de sacrifice et dans les tombes.
Des armes et des bijoux, des céréales et du bétail, des voitures et des araires étaient sacrifiés dans les lacs et les cours d'eau. Il existait vraisemblablement aussi des sacrifices par le feu et, au début de l'âge du fer, des sacrifices humains.
Il semblerait que les dieux des tailleurs de roches avaient chacun leur domaine, avec un dieu du soleil, un dieu de la mer, un dieu de la fécondité.
Durant l'âge du bronze, les coutumes funéraires changent, de grands tumulus situés sur les sommets des montagnes ne sont plus destinés qu'à une seule personne, indice d'une concentration du pouvoir par des individus ou familles.
La création des gravures semble s'étendre jusqu'à l'âge du fer. La fin de cette production doit dépendre d'un changement de croyances et de l'introduction de nouveaux dieux parmi les populations.

## À proximité de Tanum
- 188 m Est : Vitlycke Museum
- 445 m Sud : Aspeberget, gravures

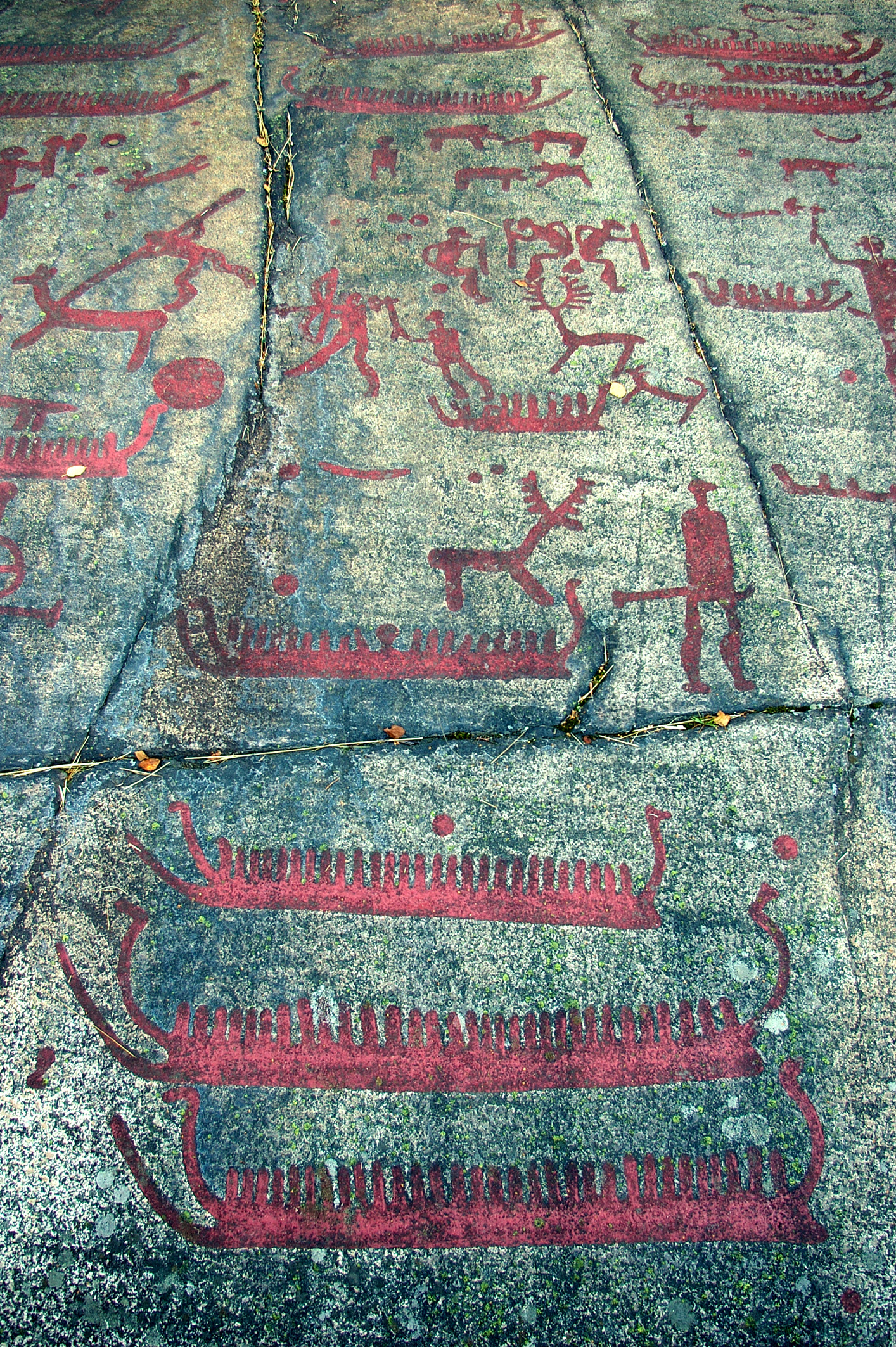
Fossum

- 1,5 km Sud-Ouest : Litsleby, gravures
- 3,7 km Nord-Est : Fossum, gravures
- 8,4 km Sud : Åbrott, cercle de pierres
- 17,3 km Sud : Torsbo, gravures
- 17,5 km Sud-Est : Stenehed, Alignement
- 18,6 km Sud : Nasseröd, dolmen
- 20,3 km Sud : Kallsängen, gravures
- 20,8 km Sud : Vrångstad, dolmen
- 28,8 km Nord : Massleberg, gravures
- 29,3 km Sud : Åby, gravures
- 31,0 km Nord : Blomsholm, cercle de pierres
- 34,7 km Sud : Backa, 1 km au nord de Brastad, Commune de Lysekil, gravures
- 40,2 km Nord : Torp, entre Strömstad et la frontière norvégienne, gravures
- 41,2 km Sud-Est : Håvesten, cercle de pierres
- 54,6 km Sud : Brattås, dolmen